# Stratospongilla yunnani
Stratospongilla yunnani är en svampdjursart som först beskrevs av Annandale 1909.  Stratospongilla yunnani ingår i släktet Stratospongilla och familjen Spongillidae. Inga underarter finns listade i Catalogue of Life.